# Надземний трубопровідний перехід

Естакадний трубопровідний перехід через водну перешкоду.

Надземний трубопровідний перехід (англ. overhead pipeline crossing; нім. Übertagerohrbrücke f) — комплекс споруд для прокладання трубопроводу через природні або штучні перешкоди (балки, малі річки з крутими берегами, канали й арики, гірські річки з блукаючим руслом, гірничі виробки, зсуви, вічномерзлі ґрунти, автомобільні дороги та залізниці і т. ін.).
За конструкцією Н.п.т. розрізняють:
- аркові трубопроводи,
- балкові переходи трубопроводів,
- висячі трубопроводи,
- підводні трубопровідні переходи,
- естакадні трубопроводи.